# Akroinoni csata
Az akroinoni csata 740-ben zajlott le Anatóliában a Bizánci Birodalom és az Omajjád Kalifátus között. A bizánci győzelem hosszú időre biztosította a birodalom keleti határait az arab betörésektől.
Anatólia nyugati szélén, az Akroinon-fennsíkon lezajlott ütközet (Acroinon vagy Acroinumként is ismeretes, közel napjaink Afyon városához), az ókori Phrügiában. 740-ben az omajjád kalifa Hisám ibn Abd al-Malik testvére, Maszlama, illetve fiai, Szulejmán és Muávija vezetésével betört Bizánc területére. A bizánci erőket az izauri III. León és fia, a későbbi V. Konstantin császár vezették. A döntő győzelem következtében az arabok kiszorultak Kis-Ázsiából. A vereség az egyik előjele a későbbi Abbászida-dinasztia felemelkedésének, az Omajjád dinasztia összeomlásának.
Az akroinoni ütközetnek hasonló jelentősége volt, mint Martell Károly frank uralkodó 732-es Poitiers melletti győzelmének. Az éppen formálódó, újjászülető Európát mentették meg az arab uralomtól.